# Jiří Opavský
Jiří Opavský (* 11. Januar 1931 in Prag; † 23. Oktober 2021) war ein tschechoslowakischer Radrennfahrer.

## Sportliche Laufbahn
Opavský war im Straßenradsport und im Bahnradsport aktiv. Er begann 1949 beim Brünner Sportklub SK Židenice mit dem Radsport und wechselte 1951 zu Dukla Prag. Er nahm am Vorbereitungstraining für die Olympischen Sommerspiele 1952 teil, wurde aber nicht in die Olympiamannschaft berufen. Er startete für die Vereine Dukla Prag, ÚDA Prag und Dukla Brno.
Opavský war Teilnehmer der Olympischen Sommerspiele 1956 in Melbourne. Er schied im olympischen Straßenrennen beim Sieg von Ercole Baldini aus. Die tschechoslowakische Mannschaft kam nicht in die Mannschaftswertung. Auch in den Wettbewerben des Bahnradsport war er vertreten. In der Mannschaftsverfolgung wurde sein Vierer auf dem 5. Rang klassiert. Einen Start bei der Internationalen Friedensfahrt lehnte er 1959 aus persönlichen Gründen ab. Für die Olympischen Sommerspiele 1960 stand er im Vorbereitungskader.
Opavský gewann die nationale Meisterschaft in der Mannschaftsverfolgung 1953 bis 1956 sowie 1959. Insgesamt holte er neun nationale Meistertitel im Bahnradsport.
Er war auch als Eisschnellläufer aktiv und gehörte in dieser Sportart zum erweiterten Vorbereitungskader für die Olympischen Winterspiele 1956.
1962 beendete Opavský seine sportliche Laufbahn. Nach dem Prager Frühling emigrierte er 1968 nach Schweden.
Im Jahre 1976 begann Opavský wieder mit dem Radsport im Mastersbereich. Er wurde 44 mal schwedischer Meister in Straßenradsport bzw. beim Zeitfahren. Außerdem holte er in der Masterskategorie acht Weltmeistertitel und wurde zudem dreimal Europameister im Straßenrennen.
Nach der Samtenen Revolution kehrte er in seine Heimat zurück und wurde Mitglied des Sportvereins KOVO Prag. Opavský lebte in Südböhmen.